# Oskar Borcherdt

Oskar Borcherdt

Oskar Borcherdt (18. Oktober 1854 in Braunschweig – 14. Januar 1932 in Leipzig) war ein deutscher Theaterschauspieler und -regisseur.

## Leben
Borcherdt, Sohn eines Finanzsekretärs der Braunschweigischen Staatsbahn, sollte Kaufmann werden und absolvierte eine dreijährige Ausbildung zum Großhandelskaufmann in Braunschweig.
Danach ließ er sich von Anton Hiltl unterrichten und wurde am 1. Oktober 1872 als Eleve Mitglied des Braunschweiger Hoftheaters. 
Ein Jahr später ging er nach Neu-Strelitz, dann nach Mainz und von 1877 bis 1878 nach Freiburg (dort führte er auch die artistische Direktion). Es folgten Engagements in Köln, am Stadttheater Wien, Breslau, Kassel und Königsberg. 
1884 ging er nach Leipzig, wo er bis 1902 verblieb. In diesem Jahr wurde er nach Köln verpflichtet. Von 1909 bis 1914 war er Direktor des Hoftheaters in Gera
.
Oskar Borcherdt, zu dessen Paraderollen der König Lear, der Wallenstein, Richard III., Nathan der Weise und der Macbeth zählten, war mit der Schauspielerin Anna Hänseler verheiratet.